# 愛しのハーフ・ムーン
『愛しのハーフ・ムーン』（いとしのハーフムーン）は、1987年に公開された滝田洋二郎監督の日本映画。 
女優原田美枝子の同名小説が原作。斎藤博が脚本。ヨコハマ映画祭で「ベスト脚本賞」を受賞した。 

## キャスト
- 杉野洋子 - 伊藤麻衣子
- 横山おさむ - 石黒賢
- 杉野レイ子 - 堀江しのぶ
- 石田弘一 - 嶋大輔
- 工藤由美 - 川村一代
- 滝勇介 - 津村隆
- マスター - 池島ゆたか
- 中年男 - 螢雪次朗
- 現場主任 - ルパン鈴木
- チンピラＡ - 星野晃
- チンピラＢ - 高橋正昭
- チンピラＣ - 寺島進
- 司会者 - 小高三良
- 媒酌人 - 泉よし子
- 媒酌人 - 相原巨典
- 杉野山彦 - 梅津栄
- 杉野里子 - 五月みどり

## 参考
- “愛しのハーフ・ムーン” (Japanese).  Variety Japan. 2009年4月14日閲覧。
- “愛しのハーフ・ムーン” (Japanese).  日本映画データベース. 2009年4月14日閲覧。
- 愛しのハーフ・ムーン - allcinema
- 愛しのハーフ・ムーン - KINENOTE
- Itoshi-no half moon - IMDb（英語）